# Angelonia integerrima
Angelonia integerrima är en grobladsväxtart som beskrevs av Spreng.. Angelonia integerrima ingår i släktet Angelonia och familjen grobladsväxter. Inga underarter finns listade i Catalogue of Life.